# Ronny Persson
Ronny Persson, född 11 augusti 1966 i Kramfors, är en flerfaldig svensk paralympier som gjorde sitt första Paralympics 1998 i Nagano där han tog en bronsmedalj i störtlopp i sittskiklassen LW 10. Vid spelen 2002 i Salt Lake City tog han silver i storslalom, slalom och super-G samt brons i störtlopp. Inför spelen i Turin 2006 var tanken att Ronny skulle avsluta sin alpina karriär med att erövra ett paralympiskt guld vilket han gjort vid flera VM. Men en skada som ledde till en allvarlig infektion och blodförgiftning satte stopp för dessa drömmar.
Efter ett antal år utanför den Paralympiska idrotten var han tillbaka som curlingspelare till de Paralympiska vinterspelen i Pyeongchang 2018. Vid dessa spel hedrades han med att bli utsedd till fanbärare för den svenska truppen i samband med invigningen.